# Scopula chydaea
Scopula chydaea är en fjärilsart som beskrevs av Louis Beethoven Prout 1938. Scopula chydaea ingår i släktet Scopula och familjen mätare. Inga underarter finns listade.